# Via Gemina

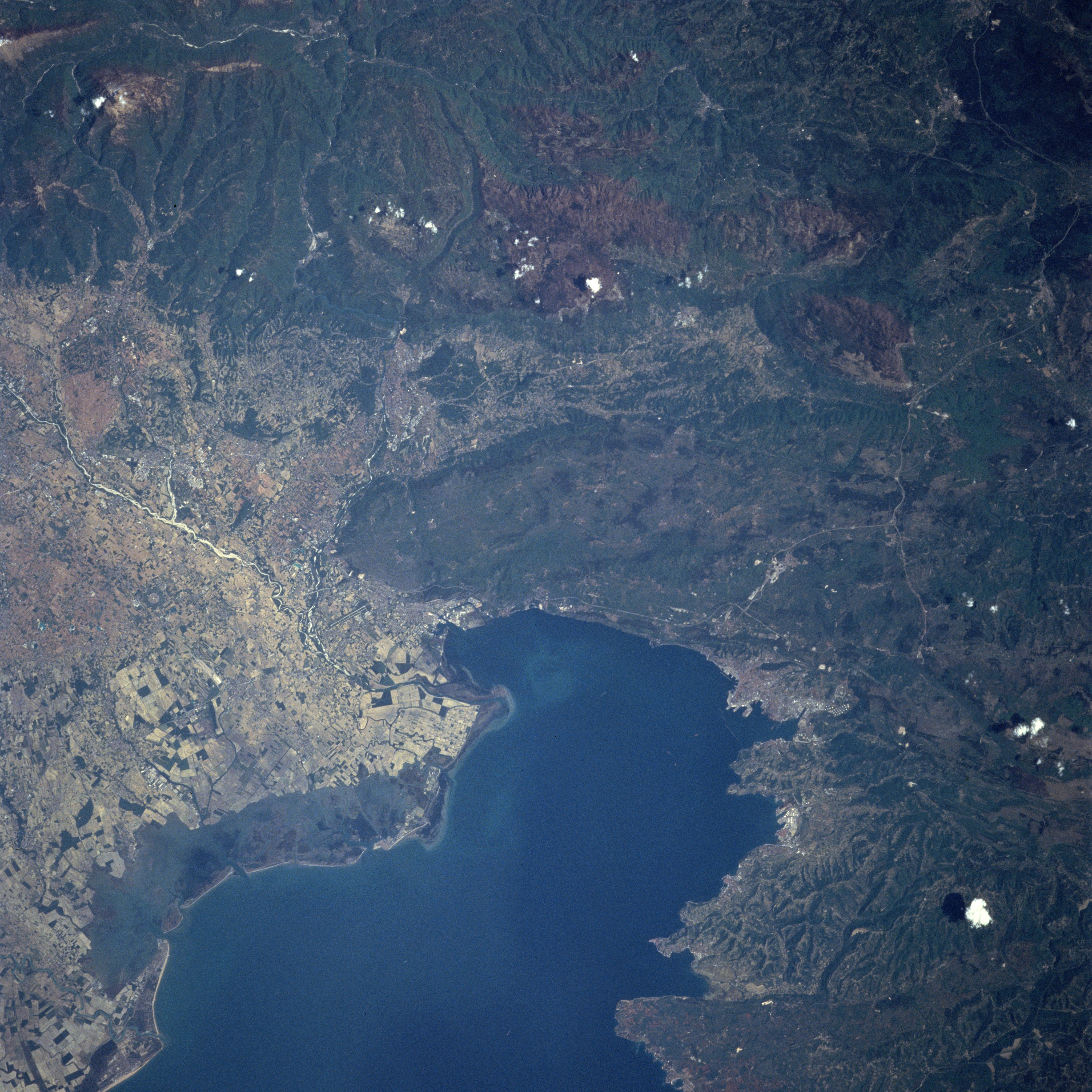
Image satellite du golfe de Trieste et de l'intérieur des terres du côté italien et du côté slovène. Elle permet de comprendre l'implantation géographique des deux tracés possibles de la Via Gemina.

La via Gemina est une voie romaine qui prolonge la via Postumia vers l’est à partir d’Aquilée, en Italie du Nord (Frioul). Son nom n’est connu que par un seul document, une inscription en l’honneur de l'empereur Maximin Ier (235-238) ; cette inscription ne permet pas d’identifier clairement le tracé de cette voie. À partir de la même porte d’Aquilée et en direction de l’est, deux voies romaines principales sont bien connues par des vestiges archéologiques et des textes : l’une, vers le nord-est, mène à Emona (aujourd'hui Ljubljana, en Slovénie) ; l’autre, vers l’est, conduit à Tergeste (actuelle Trieste), puis dessert l’Istrie et la côte dalmate. La plupart des historiens reconnaissent aujourd’hui la via Gemina dans la première ; cependant, certains autres, comme Mario Mirabella Roberti, pensent qu’il s’agit plutôt de la seconde ; et il n’est pas exclu que les deux voies aient partagé ce nom : il s’agirait alors de voies jumelles (ce qui est justement le sens du mot gemina). Il n’y a pas d’argument absolument déterminant en faveur d’une solution plutôt que d'une autre.

## Histoire
Une inscription d'Aquilée rappelle que l'empereur Maximin Ier (235-238) a fait réparer la voie entre la sortie d'Aquilée et le pont sur l'Isonzo (a porta usque ad pontem, « de la porte jusqu'au pont »). C'est seulement par cette inscription, trouvée au lieu-dit Monastero, à la sortie nord-est d'Aquilée, que l'on connaît le nom de cette voie romaine.
La route a été construite ou améliorée en 14 ap. J.-C. par la legio XIII Gemina.
Il ne fait pas de doute que la via Gemina partait d'Aquilée vers l'est et constituait une sorte de prolongement oriental de la via Postumia. Mais deux voies romaines attestées par l'archéologie et par les textes peuvent prétendre être reconnues comme la via Gemina ; l'une mène à Emona (aujourd'hui Ljubljana, en Slovénie) et permet de continuer vers la Pannonie et les plaines danubiennes, l'autre dessert Tergeste (Trieste) et, au-delà, l’Istrie et la côte dalmate. La seconde correspond à une implantation romaine plus ancienne (dès le IIe siècle av. J.-C.), la première a une plus grande importance stratégique à partir de la fin du Ier siècle av. J.-C. Elles sont mentionnées, sans que leur nom soit précisé, par les documents qui décrivent les itinéraires de l'empire romain : Table de Peutinger ; Itinéraire d'Antonin ; Anonyme de Bordeaux (seulement la route d'Emona).

### La route d'Emona
Cette route reprend la grande voie protohistorique qui reliait le bassin du Danube à l'Italie du Nord, une des routes de l'ambre. À partir de Nauportus, port fluvial proche d'Emona, les marchandises pouvaient aussi embarquer sur des bateaux qui descendaient la Ljubljanica et la Save jusqu'au Danube.
Destinée à favoriser la romanisation de la Pannonie, elle a par la suite servi à l'inverse de voie d'invasion de l'Italie pour des peuples venus du nord-est : Quades, Goths, Lombards, Huns, etc. Elle recevra pour cette raison au Haut Moyen Âge le nom de Strada Ungarorum.

### La route de Tergeste
La région de Trieste est occupée par les Romains à partir de 177 av. J.-C., année où ils soumettent les Istriens, qu'ils avaient vaincus une première fois en 221 av. J.-C. En 129 av. J.-C., Caius Sempronius Tuditanus doit intervenir à nouveau. La colonie de Tergeste est fondée à l'époque de César. Dès le IIe siècle av. J.-C., la route d'Aquilée à Tergeste avait certainement une importance stratégique ; le passage de Caius Sempronius Tuditanus aux sources du Timave est attesté par une inscription sur place.

## Tracés
Le tracé commun aux deux voies quittait Aquileia au lieu-dit Monastero, à la limite nord du forum romain, près de l'actuel musée paléochrétien d'Aquilée, dans la zone du port fluvial antique, et se dirigeait vers le nord-est ; peu après le franchissement de la Natissa, petit fleuve côtier qui reliait le port fluvial à la lagune de Grado et à la mer Adriatique, les deux voies se séparaient : l'une continuait vers le nord-est, l'autre partait vers l'est.

### Voie du nord-est vers Emona
La voie remontait le long du cours de l'Isonzo vers le nord-est. Elle traversait l'Isonzo au niveau de la localité actuelle de Mainizza (commune de Farra d'Isonzo), légèrement en amont du confluent avec la Vipava ; à cet endroit fut établie une mansio, qui porte le nom de Pons Sonti sur la Table de Peutinger, à 14 milles d'Aquilée. Elle suivait ensuite la vallée de cette rivière vers l'est et traversait les Claustra Alpium Iuliarum au col d'Ad Pirum avant de redescendre vers Longaticum (Logatec) et Nauportus et d'atteindre Emona.
Cet itinéraire a été parcouru en 333 d'ouest en est par l'Anonyme de Bordeaux dans son pèlerinage qui l'a mené à Jérusalem. Il décrit les différentes étapes du parcours de 77 milles romains (environ 114 km) qui sépare Aquileia d'Emona.

### Voie de l'est vers Tergeste
L'embranchement menant vers Tergeste est, au sortir de la ville, entouré de plusieurs zones funéraires comme celle du Collegium Aquatorum Feronensium au lieu-dit Casa Bianca. Dans le prolongement de cette voie, il reste dans le lit de la rivière des traces du pont qui franchissait l'Isonzo : des pierres bien taillées de calcaire gris provenant de carrières voisines sur la rive gauche. La voie continue ensuite, au pied des collines, vers San Canzian d'Isonzo, Staranzano et Monfalcone, localités où ont été trouvés des vestiges d'époque romaine, et arrive aux abords de la résurgence du Timavo, lieu célèbre dans l'Antiquité (fons Timavi), près de l'église San Giovanni al Timavo. À plusieurs endroits du parcours, il reste des traces de voie romaine ; près de Monfalcone, a été trouvée en 1932 une pierre de forme trapézoïdale pouvant provenir d'une arche de pont, qui porte l'inscription LEG XIII et semble confirmer que la Legio XIII Gemina a travaillé sur la voie.
Au-delà du Timave, la voie continue vers Sistiana (it) (toponyme dérivé du latin Sextilianum), port à l'époque romaine, et Prosecco (it). À cet endroit se trouvait peut-être la bifurcation entre la voie menant à Tergeste et la voie allant vers Tarsatica et la côte dalmate.